# Blindspot
Blindspot  é uma série de televisão norte-americana e de drama criminal criada por Martin Gero, estrelada por Sullivan Stapleton e Jaimie Alexander. A série foi ordenada pela NBC em 1º de maio de 2015 e estreou em 21 de setembro. Uma encomenda de mais nove episódios, em 9 de outubro, trouxe para a primeira temporada um total de 22 episódios, além de um episódio adicional, terminando em 23 episódios. A série foi renovada para uma segunda temporada pela NBC em 9 de novembro de 2015.
Em 10 de maio de 2018, a NBC renovou a série para uma quarta temporada, que estreou em 12 de outubro de 2018. A série foi renovada para quinta e última temporada, que estreou em 7 de maio de 2020 nos Estados Unidos. Está disponível no Netflix.
No Brasil, a série estreou em 29 de setembro de 2015, sendo exibida pelo Warner Channel na TV por assinatura às terças às 22h30, com reprises às quartas e sábados.
Pela televisão aberta foi exibida de segunda à sexta-feira logo após o programa Conversa com Bial pela Rede Globo desde o dia 15 de maio de 2018.

## Sinopse
Blindspot centra-se em uma mulher tatuada e misteriosa que foi encontrada totalmente nua  na Times Square em Nova York após perder a memória e sem  saber a  sua própria identidade. O FBI descobre que cada tatuagem contém uma pista para cada crime que está prestes a acontecer  então eles precisam desvendar cada marca para proteger os Estados Unidos.

## Temporadas
Ver também: Lista de episódios de Blindspot
| Temporada | Temporada | Episódios | Episódios | Originalmente exibido  | Originalmente exibido |
| Temporada | Temporada | Episódios | Episódios | Estreia da temporada   | Final da temporada    |
| --------- | --------- | --------- | --------- | ---------------------- | --------------------- |
|           | 1         | 23        | 23        | 21 de setembro de 2015 | 23 de maio de 2016    |
|           | 2         | 22        | 22        | 14 de setembro de 2016 | 17 de maio de 2017    |
|           | 3         | 22        | 22        | 27 de outubro de 2017  | 18 de maio de 2018    |
|           | 4         | 22        | 22        | 12 de outubro de 2018  | 31 de maio de 2019    |
|           | 5         | 11        | 11        | 7 de maio de 2020      | 23 de julho de 2020   |

## Elenco

### Principal
- Sullivan Stapleton - Agente especial Kurt Weller, chefe do Grupo de Resposta a Incidentes Críticos do FBI. No começo, Weller intui que Jane seja Taylor Shaw, uma criança desaparecida a quem ele conheceu na infância, em circunstâncias que o levaram a nutrir certo ressentimento para com seu pai. Talvez por isso mesmo, Weller tenha se tornado um homem bastante protetivo, como forma de superar a dor e a culpa do desaparecimento de Taylor. Ao longo da temporada, seus sentimentos oscilam entre o romance vivido com a ex-namorada Allison Knight e a própria Jane.
- Jaimie Alexander - "Jane Doe", uma mulher amnésica com várias tatuagens pelo seu corpo que conectam ela a Weller. Enquanto um teste de DNA indica que ela é Taylor Shaw vizinha de Weller quando eles eram crianças, que havia desaparecido há 25 anos e havia sido dada como morta, um exame da arcada dentária contradiz o teste de DNA e indica que ela nasceu na África subsariana. Ao longo da trama, sabe-se que seu nome real é Alice Kruger, ou Remi Briggs, era filha de ativistas sul-africanos, sendo treinada por uma rigorosa equipe paramilitar denominada Sandstorm.
- Rob Brown - Edgar Reade, um agente especial do FBI e membro da equipe de Weller.
- Audrey Esparza - Natasha "Tasha" Zapata, agente do FBI e ex-oficial de polícia de Nova York no 96º Distrito por cinco anos.
- Ashley Johnson - William Patterson, uma agente especial do FBI e chefe da Unidade de Ciência Forense do FBI.
- Ukweli Roach - Dr. Robert Borden (temporadas 1–2; temporada recorrente 3; temporada convidada 4), um psicólogo que ajuda Jane a tentar recuperar e compreender as memórias do seu passado. E com o desemaranhar da trama, membro do Sandstorm.
- Marianne Jean-Baptiste - Bethany Mayfair (1ª temporada; 2ª temporada convidada), diretora assistente encarregada do Escritório de Campo de Nova York do FBI.
- Archie Panjabi - Nas Kamal (segunda temporada; terceira temporada convidada; quinta temporada convidada), chefe da Zero Division, um departamento secreto da NSA. Ela investiga Sandstorm há anos e forma uma força-tarefa conjunta da NSA-FBI com a equipe de Weller para tentar se infiltrar em Sandstorm.
- Luke Mitchell - Roman Briggs (temporada 2–3; temporada recorrente 4; convidado quinta temporada), irmão mais novo de Jane, seu nome de nascença é Ian Kruger. Mesmo que seu primeiro instinto seja seguir as ordens da causa, faz de tudo para proteger a irmã que ele acredita que no fundo ainda existe, mesmo após apagarem sua memória.
- Michelle Hurd - Ellen "Shepherd" Briggs (2ª temporada; 3ª temporada convidada 3-4; quinta temporada convidada), mãe adotiva de Jane e Roman e líder do grupo terrorista Sandstorm. Ela era general da Agência de Redução de Ameaças de Defesa e manipula a vida de Weller desde que ele era adolescente.
- Ennis Esmer - Rich Dotcom (nome verdadeiro Gord Enver) (temporadas 4–5; temporadas 1–3), um ex-programador de computador que se tornou o principal criminoso da Internet e consultor do FBI.
- Mary Elizabeth Mastrantonio - Madeline Burke (5ª temporada; 4ª temporada recorrente), uma das principais acionistas da empresa HCI Global de Crawfords, que assume a empresa após envenenar fatalmente Blake e os outros executivos como parte de um misterioso plano. No final da 4ª  temporada, seu plano, Projeto: Helios, entra em vigor, causando um grande apagão na Costa Leste, enquanto expõe a equipe de Weller ao ataque e à corrupção e se torna chefe de um comitê de supervisão do FBI e, posteriormente, diretor de toda a aplicação da lei federal; tudo isso é revelado como parte de um plano de vingança do pai, que foi morto em uma operação do FBI. Ao longo da 5ª temporada, Madeline usa seu novo poder para aprovar seu plano de reformar os governos do mundo sob sua liderança, limpando as memórias da população do planeta com ZIP enquanto caçava a equipe, até formando uma aliança com o grupo terrorista Dabbur Zhan e usando ZIP no filho mais velho quando a equipe o convence a se voltar contra ela. Perto do final da temporada, ela finalmente consegue capturar a maior parte da equipe, apenas para que os crimes dela e de seus associados sejam finalmente expostos publicamente por Patterson (que fingiu sua morte para escapar da captura) e Zapata por meio de uma conexão em Nova York Post (a ex-noiva de Reade, Megan Butani) e ela a perder seu material de chantagem contra suas várias conexões através do diretor Matthew Weitz e das ações do analista Afreen Iqbal. Depois que a equipe exonerada a encurrala em sua tentativa de fugir do país, ela comete suicídio em um método à prova de falhas para levar seu plano final adiante.

### Recorrente
- Johnny Whitworth - Markos (primeira temporada), um homem misterioso ligado ao passado de Jane.
- Jordana Spiro - Sarah Weller (primeira temporada), irmã de Kurt Weller.
- Logan Schuyler Smith - Sawyer, (primeira temporada), filho de Sarah e sobrinho de Kurt.
- Michael Gaston - Thomas "Tom" Carter (primeira temporada), vice-diretor da CIA, que está conectado com Mayfair na clandestina Operação: (Daylight) Luz do dia.
- Joe Dinicol - David Wagner (temporadas 1 e 3), namorado de Patterson.
- Jay O. Sanders - Bill Weller (temporadas 1 e 5), pai de Kurt e Sarah.
- François Arnaud - Oscar (temporadas 1 e 5), um homem misterioso ligado ao passado de Jane.
- Lou Diamond Phillips - Saúl Guerrero (1ª temporada), um notório líder de gangue e número dois da lista dos Dez mais procurados do FBI.
- Trieste Kelly Dunn - Allison Knight, um ex-agente do FBI, agora um U.S. Marshal e contato com o WITSEC do FBI. Ela é a ex-namorada de Kurt, que tentou reiniciar o relacionamento. Ela e Kurt têm uma filha, Bethany.
- John Hodgman - Jonas Fischer (temporadas 1 e 5), um inspetor-chefe do Escritório de Responsabilidade Profissional do FBI que estava manobrando para substituir Mayfair.
- Ajay Naidu - Sho Akhtar (temporadas 1 e 3–5), um inimigo ocasional e aliado da equipe. Ele é morto pela equipe de Madeline na quinta temporada, depois de dar à equipe de Weller as plantas para o site preto da CIA onde Rich estava preso.
- Josh Dean - Boston Arliss Crab, um restaurador de arte que é parceiro de Rich Dotcom no crime e ex-namorado.
- Sarita Choudhury - Sofia Varma (1ª temporada), vice-diretora política da Casa Branca, que estava conectada com Mayfair em Operation: Daylight e era namorada de Mayfair.
- Eisa Davis - Donna Hollaran / Alexandra Harrison (1ª temporada), aparentemente uma vendedora que se envolve romanticamente com Mayfair.
- Aaron Abrams - Matthew Weitz, um ambicioso advogado assistente dos EUA que investiga secretamente a corrupção do FBI e tem como alvo específico Mayfair por motivos de má conduta com o envolvimento relutante de Zapata.
- Dylan Baker - Sam Pellington (temporadas 1 a 3), diretor do FBI. Ele foi morto por Shepherd durante o ataque de Sandstorm ao FBI na segunda temporada.
- Chad Donella - Jake Keaton (segunda temporada - atual), vice-diretor da CIA, que sucedeu a Tom Carter após a morte do último.
- Jonathan Patrick Moore - Oliver Kind (2ª temporada), especialista em conservação de água que fez amizade com Jane.
- Li Jun Li - Karen Sun (segunda temporada), uma psiquiatra que Nas Kamal trouxe para avaliar a psique de Roman.
- Mary Stuart Masterson - Eleanor Hirst (temporadas 2–4), diretora do FBI e sucessora de Pellington.
- Amy Margaret Wilson - Briana Ross (temporadas 2–5), analista do FBI que idolatra e freqüentemente trabalha com a equipe de Weller. Perto do final da quarta temporada, ela é forçada a trair a equipe para proteger seus pais depois de ser chantageada por Dominic Masters. Na quinta temporada, ela é recrutada pelo diretor Matthew Weitz e pelo analista Afreen Iqbal para ajudar a derrubar Madeline Burke, mas é logo depois assassinada por Madeline a sangue frio como uma mensagem para desencorajar qualquer tentativa adicional de alguém para atravessá-la.
- Ami Sheth - Afreen Iqbal (temporadas 3–5), analista do FBI que trabalha frequentemente com a equipe de Weller.
- Heather Burns - Kathy Gustafson (temporadas 3–5), uma hacker que trabalhou anteriormente com Patterson e Rich durante o período entre as temporadas 2 e 3 como trio dos "Três ratos cegos", ela primeiro tenta reunir o trio à força vingar seu irmão, mas falha e é presa. Na quarta temporada, ela está em liberdade condicional, e logo fica noiva do braço direito de Madeline Burke, Dominic Masters, que a usa para aprovar o Projeto: Helios. Mais tarde, ela retorna no penúltimo episódio da série e ajuda a equipe a parar Madeline e o plano diretor de Dabbur Zhan.
- Jordan Johnson-Hinds - Stuart (temporadas 3-4), um jovem agente de tecnologia que substitui Patterson após sua partida do FBI entre as temporadas 2 e 3.
- Tori Anderson - Blake Crawford (temporadas 3-4), uma socialite rica, filha de Hank Crawford, com quem Roman faz amizade e com quem se envolve romanticamente.
- Kristina Reyes - Avery Drabkin (terceira temporada), filha de Jane, resultado de uma gravidez na adolescência, que foi retirada dela por Shepherd, a fim de manter Remi focado em Tempestade de areia e sua missão.
- David Morse - Hank Crawford (terceira temporada), um poderoso empresário e CEO da HCI Global liderando uma conspiração criminosa e pai de Blake Crawford.
- Bill Nye - uma versão fictícia de si mesmo (temporadas 3–5) e pai de Patterson.
- Reshma Shetty - Megan Butani (terceira temporada), jornalista investigativa e noiva de Reade.
- Chaske Spencer - Dominic Masters (quarta temporada), o braço direito de Madeline Burke depois que ela assume a HCI Global. Ele é morto no final da 4ª temporada por Jane e Weller logo após colocar em prática o plano de Madeline, Projeto: Helios.
- Raoul Bhaneja - Richard Shirley (temporadas 4-5), advogado de Madeline, que é cúmplice em seus planos. No final da 5ª temporada, depois que os crimes de Madeline são expostos e seu material de chantagem contra suas conexões é perdido, ele tenta ir ao Dabbur Zhan em busca de ajuda, mas é rapidamente traído e morto por Ivy Sands.
- Julee Cerda - Ivy Sands (5ª temporada), membro do grupo terrorista Dabbur Zhan e líder de uma equipe de mercenários que Madeline contrata para rastrear a equipe desonesta de Weller na 5ª temporada.

## Produção

### Desenvolvimento
Em 23 de janeiro de 2015, um piloto foi encomendado pela NBC. O piloto foi escrito por Martin Gero, que também deveria atuar como produtor executivo ao lado de Greg Berlanti. Em 12 de fevereiro de 2015, foi relatado que Mark Pellington iria dirigir o episódio piloto.
Em 1 de maio de 2015, a NBC deu à produção um pedido em série. Também foi relatado que a Berlanti Productions, a Quinn's House e a Warner Bros. Television serviriam como empresas de produção adicionais. Alguns dias mais tarde, foi anunciado que a série iria estrear no quarto trimestre de 2015. Em 11 de julho de 2015, a data de estréia foi marcada para 21 de setembro de 2015.A Back nine order foi dada em 9 de outubro de 2015, elevando a primeira temporada a um total de 22 episódios, juntamente com uma ordem para um episódio adicional, elevando a contagem de episódios da primeira temporada para 23. Em 9 de novembro de 2015, foi anunciado que a série foi renovada para uma segunda temporada. A segunda temporada estreou em 14 de setembro de 2016. Em 10 de maio de 2017, o programa foi renovado para uma terceira temporada, que estreou em 27 de outubro de 2017. Em 10 de maio de 2018, a NBC renovou a série para uma quarta temporada que estreou em 12 de outubro de 2018. Em 10 de maio de 2019, a NBC renovou a série para uma quinta e última temporada de 11 episódios. A temporada foi ao ar em meados de 2020, mas devido à exibição de um especial de Parks and Recreation, ela estreou em 7 de maio de 2020.

### Seleção de elenco
Em fevereiro de 2015, foi anunciado que Jaimie Alexander, Sullivan Stapleton, Rob Brown, Audrey Esparza e Ukweli Roach foram escalados para papéis principais no piloto. No final de 2015, foi relatado que Ashley Johnson e Michael Gaston haviam se juntado ao elenco principal. Em 22 de junho de 2016, Archie Panjabi se juntou ao elenco  e no dia seguinte, Luke Mitchell e Michelle Hurd se juntaram como regulares da série para a segunda temporada. Em meados de 2018, Ennis Esmer, que havia retornado durante as três primeiras temporadas, foi atualizado para o status regular pela quarta. 

## Lançamento

### No Mundo
Na Austrália, a série foi adquirida pela Seven Network e estreou em 28 de outubro de 2015. No Canadá, a CTV adquiriu os direitos de transmissão da série. No Reino Unido, estreou no Sky Living em 24 de novembro de 2015.

## Recepção

### Resposta da crítica
O Blindspot recebeu críticas geralmente positivas dos críticos. No Rotten Tomatoes, a primeira temporada tem uma classificação de 68%, com base em 62 avaliações, com uma classificação média de 6.31/10. O consenso crítico do site diz: "O ponto cego é elevado por um mistério intrigante e ação forte o suficiente para levar a maioria dos espectadores a uma suspensão necessária da descrença ". No Metacritic, a série tem uma pontuação de 65 em 100, com base em 32 críticos, indicando "revisões geralmente favoráveis".